# ジャシエル・ヘレラ
- ハシエル・エレラ

ジャシエル・ヘレラ・ヤネス（Jasier Herrera Yanes、1998年1月1日 - ）は、コロンビア・ボリーバル県カルタヘナ出身のプロ野球選手（投手）。右投右打。NPBでは育成選手だった。

## 経歴

### プロ入りとジャイアンツ傘下時代
2014年にアマチュア・フリーエージェントでサンフランシスコ・ジャイアンツと契約してプロ入り。
2015年に傘下のルーキー級ドミニカン・サマーリーグ・ジャイアンツでプロデビューし、10試合に登板して0勝2敗、防御率9.26、15奪三振の成績を記録した。
2016年はルーキー級ドミニカン・サマーリーグで17試合に登板して3勝1敗、防御率3.27、21奪三振の成績を記録した。
2017年は開幕前に右肘のトミー・ジョン手術を受け、シーズンを全休した。
2018年にルーキー級アリゾナリーグ・ジャイアンツで復帰し、12試合（先発11試合）に登板して1勝4敗、防御率3.88、49奪三振の成績を記録した。
2019年はルーキー級アリゾナリーグで開幕を迎え、シーズン途中にA−級セイラムカイザー・ボルケーノスへ昇格。2チーム合計で15試合（先発12試合）に登板して9勝2敗、防御率2.66、65奪三振の成績を記録した。
2020年はCOVID-19の影響でマイナーリーグの試合が開催されず、公式戦の出場はなかった。
2021年はA+級ユージーン・エメラルズで開幕を迎え、シーズン途中にAAA級サクラメント・リバーキャッツへ昇格。2チーム合計で25試合に登板して1勝2敗、防御率4.32、59奪三振の成績を記録した。オフの11月7日にFAとなった。

### 独立リーグ時代
2022年3月15日にアメリカ独立リーグであるアトランティックリーグのスタテンアイランド・フェリーホークスと契約したが、登板はなかった。

### 西武時代
2022年5月14日に埼玉西武ライオンズと育成契約を結んだ。背番号は116。同年はイースタン・リーグ公式戦10試合に登板し、4勝2敗、防御率2.90と安定感のある投球を見せた。
2023年はシーズン開幕前の3月に開催された第5回ワールド・ベースボール・クラシック（WBC）のコロンビア代表に選出された。二軍公式戦（イースタン・リーグ）では9試合に登板して2勝4敗、防御率3.29という成績を残したが、支配下登録されることはなく、シーズン終了後の10月4日に戦力外通告を受け、31日に自由契約公示された。

### 台湾・味全時代
2023年12月18日、中華職業棒球大聯盟（CPBL）の味全ドラゴンズと契約したことが発表された。同年は二軍で17試合に登板し5勝を挙げるも、8月に家庭の事情で一時帰国するなどの事情もあり、同年中の一軍昇格はなかった。

## 詳細情報

### 年度別投手成績
- 一軍公式戦出場なし

### 背番号
- 116（2022年[6] - 2023年）
- 56（2024年 - ）

### 代表歴
- 2023 ワールド・ベースボール・クラシック・コロンビア代表